# Ivar (worstelaar)
Todd James Smith (Lynn (Massachusetts), 3 maart 1984), beter bekend als Ivar, is een Amerikaans professioneel worstelaar die sinds 2018 actief is in de World Wrestling Entertainment. Ivar staat samen met zijn tag team partner Erik (voorheen bekend als Rowe) bekend als het team The Viking Raiders. Het team is een voormalige NXT Tag Team Champion en Raw Tag Team Champion.
Sinds 2014 heeft Ivar samen met Erik voornamelijk als tag team geworsteld in verschillende worstelorganisaties. Bij hun tijd bij Ring of Honor (ROH) wonnen ze één keer het ROH World Tag Team Championship. Ze hebben ook kort gewerkt voor het Japanse New Japan Pro Wrestling (NJPW) en zijn een 2-voudig IWGP Tag Team Champions.

## Privé
Rowe, samen met zijn teamgenoot Todd Smith, zijn aanhangers van de straight edge levensstijl.

## Prestaties
- Brew City Wrestling
  - BCW Tag Team Championship (1 time) – met Raymond Rowe[4]
- Chaotic Wrestling
  - Chaotic Wrestling Heavyweight Championship (3 keer)[4]
  - Chaotic Wrestling Tag Team Championship (2 keer) – met Psycho[4]
  - Lethal Lottery Battle Royal (2007)
- Millennium Wrestling Federation
  - MWF Heavyweight Championship (1 keer)
  - MWF Tag Team Championship (1 keer) – met Beau Douglas
- New Japan Pro-Wrestling
  - IWGP Heavyweight Tag Team Championship (2 keer) – met Raymond Rowe[4]
- NWA New England
  - NWA New England Television Championship (1 keer)[4]
  - NWA New England Tag Team Championship (1 keer) – Beau Douglas[4]
- New England Championship Wrestling
  - NECW Unified Television Championship (2 keer)[4]
  - IRON 8 Championship (2010)[5]
  - NECW Unified Television Championship Tournament (2008)
- New England Wrestling Alliance
  - NEWA Heavyweight Championship (1 keer)
- Northeast Wrestling
  - NEW Heavyweight Championship (1 keer)[4]
  - King of Bethany Tournament (2015)
- Pro Wrestling Illustrated
  - Gerangschikt op nummer 108 van de top 500 singles worstelaars in de PWI 500 in 2016.[6]
- Ring of Honor
  - ROH World Tag Team Championship (1 keer) – met Ray Rowe[4]
  - Top Prospect Tournament (2014)[5]
- Ultimate Championship Wrestling
  - UCW Tag Team Championship (1 keer) – met Beau Douglas[4]
- VIP Wrestling
  - VIP Tag Team Championship (1 keer) – met Raymond Rowe[4]
- What Culture Pro Wrestling
  - WCPW Tag Team Championship (1 keer) – met Ray Rowe[4]
- World Wrestling Entertainment
  - NXT Tag Team Championship (1 keer) – met Rowe[4]
  - WWE Raw Tag Team Championship (1 keer) – met Erik[4]
- Xtreme Wrestling Alliance
  - XWA Heavyweight Championship (1 keer)
- Andere titels
  - OW Tag Team Championship (1 keer) – met Psycho